# Ptocasius gratiosus
Ptocasius gratiosus är en spindelart som beskrevs av George William Peckham och Elizabeth Maria Gifford Peckham 1907. Ptocasius gratiosus ingår i släktet Ptocasius och familjen hoppspindlar. Inga underarter finns listade i Catalogue of Life.